# Hans Kmoch
Johann Joseph Kmoch, meglio noto come Hans Kmoch (Vienna, 25 luglio 1894 – New York, 13 febbraio 1973), è stato uno scacchista austriaco naturalizzato statunitense.

## Biografia
Ottenne buoni risultati come giocatore, ma è meglio noto come autore di numerosi libri scacchistici di successo.
Maestro Internazionale dal 1950, partecipò a tre olimpiadi degli scacchi per l'Austria dal 1927 al 1931 (in prima scacchiera ad Amburgo 1930), col risultato complessivo di +14 =19 –8 (57,3%).
Al torneo di Budapest 1926 (1st FIDE Masters) fu terzo dietro a Grünfeld e Monticelli e a Kecskemét 1927 secondo dietro ad Alechin. Nel Trebitsch Memorial di Vienna 1928 fu 3º-6º, mezzo punto dietro a Grünfeld e Takacs. Vinse il torneo di Ebensee 1930, davanti a Erich Eliskases. Partecipò al torneo di San Remo 1930, classificandosi 12º su 16 partecipanti.
Il suo ultimo buon risultato fu il secondo posto dietro a Max Euwe nel torneo di Baarn 1941, dopodiché smise di partecipare a tornei importanti.
Dopo aver scritto diversi articoli per la rivista viennese Wiener Schachzeitung, negli anni '20 scrisse il suo primo libro, Die Kunst der Verteidigung (l'arte della difesa). Nel 1930 aggiornò il manuale di Bilguer e scrisse il libro del torneo di Carlsbad 1929.
Hans Kmoch fece da secondo ad Alechin nei match del 1929 e del 1934 contro Bogoljubov. 
Dopo aver vissuto per alcuni anni con la moglie Trudy nei Paesi Bassi, nel 1937 si trasferì negli Stati Uniti, stabilendosi a New York. Diventò segretario e poi presidente del Manhattan Chess Club. Nominato Arbitro Internazionale nel 1951, diresse numerosi tornei negli Stati Uniti. Collaborò regolarmente con la rivista statunitense Chess Review.
Nel 1946 tornò in Europa per arbitrare il grande torneo di Groningen 1946 (vinto da Botvinnik).
Nel 1950 fu insignito dalla FIDE del titolo di Maestro Internazionale; l'anno successivo ottenne quello di Arbitro Internazionale.
Nel 1935 scrisse un libro sul campionato del mondo del 1934 contro Max Euwe. Nel 1941 scrisse un libro sulle migliori partite di Akiba Rubinstein. 
Nel 1956 scrisse il suo libro più famoso: "Die Kunst der Bauernführung", uscito in inglese nel 1959 col titolo "Pawn Power in Chess", nel quale introdusse diversi termini scacchistici che diventarono di uso comune.